# Светско првенство у атлетици у дворани 2016 — скок мотком за жене
 Такмичење у скоку мотком у женској конкуренцији на Светском првенству у атлетици у дворани 2016. одржано је 17. марта у Орегонском конгресном центру у Портланду (САД).
Титулу освојену у Сопоту 2014, није бранила Јелена Исинбајева из Русије због суспензије Русије из међународних такмичења.

## Земље учеснице
Учествовало је 10 такмичарки из 8 земаља.
1. Аустралија (1)
2. Бразил (1)
3. Грчка (2)
4. Нови Зеланд (1)
5. Португалија (1)
6. САД (2)
7. Чешка (1)
8. Швајцарска (1)

## Освајачи медаља
|                 |                 |                          |
| Џенифер Сур САД | Санди Морис САД | Катерина Стефаниди Грчка |

## Рекорди пре почетка Светског првенства 2016.
Стање 16. март 2016.
| Рекорди пре почетка Светског првенства 2016.     | Рекорди пре почетка Светског првенства 2016. | Рекорди пре почетка Светског првенства 2016. | Рекорди пре почетка Светског првенства 2016. | Рекорди пре почетка Светског првенства 2016. |
| ------------------------------------------------ | -------------------------------------------- | -------------------------------------------- | -------------------------------------------- | -------------------------------------------- |
| Светски рекорд                                   | 5,03                                         | Џенифер Сур, Сједињене Државе                | Њујорк, САД                                  | 30. јануар 2016.                             |
| Рекорд светских првенстава у дворани             | 4,86                                         | Јелена Исинбајева, Русија                    | Будимпешта, Мађарска                         | 6. март 2004.                                |
| Најбољи резултат сезоне у дворани                | 5,03                                         | Џенифер Сур, Сједињене Државе                | Њујорк, САД                                  | 30. јануар 2016.                             |
| Европски рекорд                                  | 5,01                                         | Јелена Исинбајева, Русија                    | Стокхолм, Шведска                            | 23. фебруар 2012.                            |
| Северноамерички рекорд                           | 5,03                                         | Џенифер Сур, Сједињене Државе                | Њујорк, САД                                  | 30. јануар 2016.                             |
| Јужноамерички рекорд                             | 4,83                                         | Фабијана Мирер, Бразил                       | Невер, Француска                             | 7. фебруар 2015.                             |
| Афрички рекорд                                   | 4,41                                         | Елмари Геритс, Јужна Африка                  | Бирмингем, Уједињено Краљевство              | 20. фебруар 2007.                            |
| Азијски рекорд                                   | 4,50                                         | Ли Линг, Кина                                | Хангџоу, Кина                                | 19. фебруар 2012.                            |
| Океанијски рекорд                                | 4,72                                         | Ким Хоу, Аустралија                          | Доњецк, Украјина                             | 10. фебруар 2007.                            |
| Рекорди после завршеног Светског првенства 2016. |                                              |                                              |                                              |                                              |
| Рекорд светских првенстава у дворани             | 4,90                                         | Џенифер Сур, Сједињене Државе                | Портланд, САД                                | 17. март 2016.                               |

### Најбољи резултати у 2016. години
Десет најбољих атлетичарки године у скоку увис у дворани пре првенства (16. марта 2016), имале су следећи пласман.
| 1.  | Џенифер Сур, Сједињене Државе | 5,03 | 30. јануар  |
| 2.  | Санди Морис, Сједињене Државе | 4,95 | 12. март    |
| 3.  | Катерина Стефаниди, Грчка     | 4,90 | 20. фебруар |
| 3.  | Деми Пејн, Сједињене Државе   | 4,90 | 20. фебруар |
| 5.  | Николета Киријакопулу, Грчка  | 4,81 | 17. фебруар |
| 6.  | Никол Бихлер, Швајцарска      | 4,75 | 4. март     |
| 7.  | Мери Саксер, Сједињене Државе | 4,71 | 15. јануар  |
| 7.  | Вилма Мурто, Финска           | 4,71 | 31. јануар  |
| 7.  | Фабијана Мурер, Бразил        | 4,71 | 17. фебруар |
| 10. | Ли Линг, Кина                 | 4,70 | 19. фебруар |

Такмичарке чија су имена подебљана учествују на СП 2016.

## Квалификациона норма
| Дворана | Отворено |
| ------- | -------- |
| 4,71 м  |          |

## Сатница
| Датум          | Време | Ниво   |
| -------------- | ----- | ------ |
| 17. март 2016. | 19.05 | Финале |

Времена су дата према локалном времену UTC-8.

## Резултати

### Финале
| Поз. | Атлетичарка           | Земља       | ЛР    | ЛРС   | 4,35 | 4,50 | 4,60 | 4,70 | 4,75 | 4,80 | 4,85 | 4,90 | 4,95 | Рез. (м) | Нап. |
| ---- | --------------------- | ----------- | ----- | ----- | ---- | ---- | ---- | ---- | ---- | ---- | ---- | ---- | ---- | -------- | ---- |
|      | Џенифер Сур           | САД         | 5,03  | 5,03  | -    | -    | о    | -    | о    | -    | о    | о    | р    | 4,90     | РСП  |
|      | Сенди Морис           | САД         | 4,95  | 4,95  | -    | о    | о    | о    | хо   | о    | о    | хх-  | х    | 4,85     |      |
|      | Катерина Стефаниди    | Грчка       | 4,90  | 4,90  | -    | о    | о    | о    | о    | о    | х-   | хх   |      | 4,80     |      |
| 4.   | Никол Бихлер          | Швајцарска  | 4,75  | 4,75  | -    | о    | ххо  | ххо  | хх-  | о    | х-   | хх   |      | 4,80     | НР   |
| 5.   | Елиза Макартни        | Нови Зеланд | 4,80о | 4,80о | -    | о    | -    | хо   | -    | ххх  |      |      |      | 4,70     | НР   |
| 6.   | Николета Киријакопулу | Грчка       | 4,83  | 4,81  | -    | о    | о    | ххх  |      |      |      |      |      | 4,60     |      |
| 6.   | Фабијана Мурер        | Бразил      | 4,83  | 4,71  | -    | о    | о    | ххх  |      |      |      |      |      | 4,60     |      |
| 8.   | Романа Малацова       | Чешка       | 4,62  | 4,62  | хо   | о    | ххх  |      |      |      |      |      |      | 4,50     |      |
|      | Марта Онофре          | Португалија | 4,51  | 4,51  | ххх  |      |      |      |      |      |      |      |      | БП       |      |
|      | Алана Бојд            | Аустралија  | 4,55  |       |      |      |      |      |      |      |      |      |      | НС       |      |

Подебљани лични рекорди су и национални рекорди земље коју такмичарка представља.